# Пилкомајо
Пилкомајо (кеч. Pillkumayu - „црвена река“) је река у Јужној Америци у регији Гран Чако. Извире у Боливији на Андима на висини од 3.900 метара. Тече према југоистоку и у средњем и доњем току представља границу између Парагваја и Аргентине. Дужина реке је 1.590 km и улива се у Парагвај, као десна притока, недалеко од Асунсиона.